# Пакистан на літніх Олімпійських іграх 1968
Пакистан брав участь у Літніх Олімпійських іграх 1968 року у Мехіко (Мексика) ушосте за свою історію, і завоював одну золоту і одну бронзову медалі.

## Золото
- Хокей на траві, чоловіки.